# Домбрувка (гміна Коваль)
Домбрувка (пол. Dąbrówka) — село в Польщі, у гміні Коваль Влоцлавського повіту Куявсько-Поморського воєводства.
Населення — 173 особи (2011).
У 1975-1998 роках село належало до Влоцлавського воєводства.

## Демографія
Демографічна структура станом на 31 березня 2011 року:
|          | Загалом | Допрацездатний вік | Працездатний вік | Постпрацездатний вік |
| -------- | ------- | ------------------ | ---------------- | -------------------- |
| Чоловіки | 81      | 16                 | 58               | 7                    |
| Жінки    | 92      | 16                 | 54               | 22                   |
| Разом    | 173     | 32                 | 112              | 29                   |